# Orthothecium austrocatenulatum
Orthothecium austrocatenulatum är en bladmossart som beskrevs av Kindberg 1891. Orthothecium austrocatenulatum ingår i släktet glansmossor, och familjen Hypnaceae. Inga underarter finns listade i Catalogue of Life.